# Dordon
Dordon est un village et une paroisse civile du Warwickshire, en Angleterre.

## Toponymie
Dordon est un toponyme d'origine vieil-anglaise. Il désigne une colline (dūn) fréquentée par des cervidés ou d'autres animaux sauvages (dēor). Il est attesté pour la première fois au XIIIe siècle sous la forme Derdon.

## Géographie
Dordon est un village du Warwickshire, un comté des Midlands de l'Ouest. Il se situe dans le nord de ce comté, juste au sud du village de Polesworth auquel il a longtemps été rattaché. Les grandes villes les plus proches sont Atherstone, à 6 km au sud-est, et Tamworth, à 8 km au nord-ouest. Le centre-ville de Birmingham est à une trentaine de kilomètres au sud-ouest.
Le village est traversé d'est en ouest par la route A5, qui suit le tracé de l'ancienne voie romaine de Watling Street. L'autoroute M42 (en) passe quant à elle tout à l'ouest du territoire de la paroisse civile de Dordon.
Au Moyen Âge, Dordon relève du hundred de Hemlingford (en). Après l'abandon du système des hundreds, il est rattaché au district rural d'Atherstone (en) de 1894 à 1974, puis au district non métropolitain du North Warwickshire depuis 1974.
Pour les élections à la Chambre des communes, Shustoke appartient à la circonscription de North Warwickshire.

## Histoire
Dordon n'est pas mentionné dans le Domesday Book. Il semble avoir été accordé au début du XIIe siècle à un Roger Grendon par le baron anglo-normand Robert Marmion (en). La possession de ce domaine se transmet avec celle du château de Warwick parmi les Marmion et leurs héritiers jusqu'en 1558 au moins. La tenure reste quant à elle dans la famille Grendon, originaire du village homonyme proche. D'autres familles sont attestées comme propriétaires à Dordon jusqu'à la Renaissance, comme les Chetwynd et les Harcourt.
Le village de Dordon se développe au XIXe siècle autour des activités industrielles que sont l'extraction du charbon et la fabrique de briques. Une église y est construite en 1868. La paroisse ecclésiastique de Dordon est détachée de celle de Polesworth en 1934 et la paroisse civile l'est de même en 1948,.

## Démographie
Au recensement de 2011, la paroisse civile de Dordon comptait 3 215 habitants.
| Année | Population |
| ----- | ---------- |
| 1951  | 2 833      |
| 1961  | 3 241      |
| 2011  | 3 215      |